# William d’Aubigny
William d’Aubigny (ok. 1109 – 12 października 1176), znany również jako William d'Albini, William de Albini oraz William de Albini II, angielski szlachcic.
William walczył lojalnie dla króla Anglii Stefana z Blois, który uczynił go w 1138 roku pierwszym Hrabia Arundel. Henryk Plantagenet po objęciu tronu jako Henryk II, potwierdził tytuł Williama i dał mu bezpośrednie posiadanie Zamku Arundel.
Sam William zbudował również zamek w Castle Rising, Norfolk..
Zmarł 12 października 1176 roku w opactwie Waverley w Surrey i został onok miejsca pochówku swojego ojca – w klasztorze Wymondham w hrabstwie Norfolk.